# Sebastian Claren
Sebastian Claren (* 21. Mai 1965 in Mannheim) ist ein deutscher Komponist und Musikwissenschaftler.

## Leben
Claren erhielt von 1981 bis 1984 Kompositionsunterricht bei Helmuth Weinland. Von 1984 bis 1989 studierte er Musikwissenschaft, Philosophie und Kunstgeschichte in Heidelberg und Berlin. Er schrieb seine Magisterarbeit über die Missa Prolationum von Johannes Ockeghem (1989) und seine Doktorarbeit über das Gesamtwerk von Morton Feldman (1990–1995). Von 1994 bis 2001 Studium der Komposition bei Walter Zimmermann in Berlin und Mathias Spahlinger in Freiburg im Breisgau. Seit 2021 ist er Assistenzprofessor für Komposition an der Seoul National University.

## Auszeichnungen
- 1999 Einladung zum 13. Internationalen Kompositionsseminar im Künstlerhaus Boswil (Schweiz)
- 2000 Kranichsteiner Musikpreis der Stadt Darmstadt
- 2000 Kompositionspreis der Stadt Stuttgart
- 2001 Stipendium der Kunststiftung Baden-Württemberg
- 2002 Boris-Blacher-Preis Berlin
- 2003 Stipendium der Cité Internationale des Arts in Paris
- 2005 Stipendium der Villa Massimo in Rom
- 2005 Förderpreis der Ernst von Siemens Musikstiftung
- 2006 Stipendium der Villa Aurora in Los Angeles[3]

## Werke (Auswahl)
- Toter Schwan (1981) nach Charles Bukowski für Frauenstimme und 6 Schlagzeuger
- I (1982) für 2 Flöten und 2 Klarinetten
- Streichquartett (1982–83)
- Violinkonzert (1983–84) für Solovioline, 2 Klarinetten und 10 Tuttiviolinen
- Symphonie (1984) für Orchester
- Symphonie II (1984–85) für 2 Klarinetten, 2 Hörner, 2 Violinen und 2 Violoncelli
- Symphonie III (1985) für Solovioline, 10 Tuttiviolinen, Solocello und 10 Tutticelli
- Blunt oder der Gast (1988) Oper nach Karl Philipp Moritz für 6 Singstimmen und 8 Instrumente
- An der Donau (1989) Oper nach Herbert Achternbusch für 6 Singstimmen, 2 Sprechstimmen, Männerchor, 2 Klarinetten, 2 Posaunen, Solovioline, 10 Tuttiviolinen, Solocello und 10 Tutticelli
- Pindars Achte Pythische Ode (1989) übertragen von Friedrich Hölderlin für Frauenstimme und Streichquartett
- Pindars Dritte Pythische Ode (1991) übertragen von Friedrich Hölderlin für Singstimme
- Thoughts and Images (1993) für Streichquartett
- Sex (1995–96) für Klavier
- Hass (1996) für Violine und Klavier
- In der Hölle (1996–97/2000) für 11 Instrumente
- Alkan (1997) für Klavier
- Hear Your Brother Hear (1998) für Violoncello
- Baby (1998) für Akkordeon
- Fehlstart (Detail) (1999) für 6 Instrumente
- In Nomine (2000) für 8 Instrumente
- After Blinky Palermo (2001–02) für Solovioloncello und Orchester
- Angelus Silesius (2002–03) für Sopran, Bassklarinette, Schlagzeug und Violoncello
- Potemkin 1: Baby Baby (2003) für Akkordeon und Streichtrio
- Charms: Dub (1999–2000/2004) für Orchester
- Untrue (2008) für 18 Instrumente
- M.B.R.M.M.P.P. (2010) für 7 Instrumente
- Licht a cappella (2011) für 17 Streicher[4]

## Veröffentlichungen
- ‚Neither. Zwischen Leben und Tod’ Artikel in: Programmbuch Prometheus 3/4, Nürnberg 1994, S. 119–123
- ‚Desintegration und Erinnerung, Morton Feldmans 2. Streichquartett’ Artikel in: Programmheft Musikbiennale, Berlin 1998, o. S.
- ‚Musik auf dem Weg zur Kunstform, Morton Feldmans Musik in der Mitte der achtziger Jahre’, Artikel in: Von Kranichstein zur Gegenwart, 50 Jahre Darmstädter Ferienkurse, Stuttgart 1996, S. 495–499
- Neither. Die Musik Morton Feldmans Buchveröffentlichung, Hofheim 2000
- ‚Morton Feldman’ Lexikonartikel in: Komponisten der Gegenwart, 19. NL, München 2000
- ‚Morton Feldman’ Lexikonartikel in: MGG, Kassel 2000
- ,Woran man sich erinnert. Morton Feldmans Konzeption des instrumentalen Bildes‘, Artikel in: Programmbuch Bilder – Verbot und Verlangen in Kunst und Musik, Musikprotokoll im Steirischen Herbst 2000, S. 123–141
- ‚Musikalische Figurenlehre. Salvatore Sciarrino als Analytiker und Komponist’ Artikel in: Musik & Ästhetik 22, April 2002, S. 106–111
- Stefan Fricke: ‚Organisierte Verwirrung, Der Komponist Sebastian Claren’ Interview in: Neue Zeitschrift für Musik, November/Dezember 2003
- ‚Discontinuity and Continuity in Fehlstart (Detail) (1999)’ Essay in: Musical Morphology, Hofheim 2004, S. 52–67
- ‚Konstruktion und Konzeptualität’ Essay in: Kunstmusik 2, Frühjahr 2004, S. 5–28; Englische Übersetzung unter dem Titel: ‚Construction and Conceptuality’, in: The Foundations of Contemporary Composing, Hofheim 2004, S. 49–66
- ‚Fortschritt, Avanciertheit, Avantgarde’ Statement in: Musik & Ästhetik 33/Januar 2005, S. 69f
- ‚Braucht die neue Musik den Kammermusiksaal? Neue Räume für zeitgenössische Musik – fünf Fragen an zehn Komponisten’ Statement in: Bauwelt 8/18. Februar 2005, S. 21
- ‚Schönheit – Glück (gehabt)’ Statement in: Positionen 64/August 2005, S. 32f
- ‚Auf der Suche nach der Zweiten Moderne’ Statement in: Programmbuch Salzburger Festspiele 2005: Salzburg Passagen, Die Zweite Moderne, Salzburg 2005, S. 29f
- ‚In Nomine/Grauzone/Trester’ Installation von Sebastian Claren, Manuel Franke und Leni Hoffmann Dokumentation in: Villa Massimo 2005, Rom 2007, o. S.
- ‚Plan and Deviation: After Blinky Palermo’ Essay in: Facets of the Second Modernity, Hofheim 2008
- ‚Lectures on own music. Ostrava New Music Days 2007’ Vorträge in: Ostrava Days 2007 Report, Ostrava 2009, S. 60–79
- ‚Simple Exposure as the Only Attainable Truth. The Role of the Soprano Voice in Morton Feldman‘s Opera Neither’ Essay in: Monitoring Scenography 2: Space and Truth/Raum und Wahrheit, Zürich 2009, S. 70–81[5]